# Транзит
 Тази статия е за българския филм.  За модела микробуси вижте Форд Транзит.  
„Транзит“ е български игрален филм от 1969 година на режисьора Яким Якимов.

## Актьорски състав
Не е налична информация за актьорския състав.